# 竜王郵便局 (滋賀県)
竜王郵便局（りゅうおうゆうびんきょく）は、滋賀県蒲生郡竜王町にある郵便局。民営化前の分類では無集配特定郵便局であった。

## 概要
住所：〒520-2562 滋賀県蒲生郡竜王町鵜川503-2
かつては集配郵便局であったが、2007年（平成19年）に集配業務を近江八幡郵便局へ移管し無集配郵便局となった。

## 沿革
- 1929年（昭和4年）4月1日 - 鏡山（かがみやま）郵便局として開局。
- 1958年（昭和33年）2月1日 - 竜王郵便局に改称[1]。
- 1972年（昭和47年）11月22日 - 電話交換業務を近江八幡電報電話局に移管。同日、竜王東郵便局[2]から和文電報配達業務を移管。
- 1982年（昭和57年）1月5日 - 風景入通信日付印の使用を開始。
- 1987年（昭和62年）10月12日 - 竜王町七里から同町鵜川に移転。
- 2007年（平成19年）3月12日 - 近江八幡郵便局へ集配業務を移管、無集配局となる[3]。郵便番号を〒520-2599から〒520-2562に変更。
- 2007年（平成19年）10月1日 - 民営化。
- 2012年（平成24年）10月1日 - 日本郵便株式会社発足。

## 取扱内容
- 郵便、印紙、ゆうパック、内容証明
- 貯金、為替、振替、振込、国際送金、国債
- 生命保険、バイク自賠責保険
- ゆうちょ銀行ATM

## 周辺
- 竜王町立竜王西小学校
- 国道477号
- 祖父川（日野川の支流）

## アクセス
- 近江鉄道バス - 鵜川停留所下車
- 名神高速道路 - 竜王ICから北東へ約2.5km、蒲生SICから西へ約8km
- 滋賀県道165号春日竜王線沿い
- 駐車場あり：7台